# Hugh Gillin
Hugh Clair Gillin Jr. (ur. 14 lipca 1925 w Galesburg, zm. 4 maja 2004 w San Diego) – amerykański aktor filmowy i telewizyjny. Występował w roli szeryfa Johna Hunta w Psychozie II w reżyserii Richarda Franklina oraz jej kontynuacji – Psychozie III w reżyserii Anthony’ego Perkinsa. Wystąpił w blisko siedemdziesięciu pięciu filmach fabularnych i serialach telewizyjnych. Ostatnią rolę odegrał w 1998 w odcinku pt. Not in My Backyard serialu Pensacola: Wings of Gold.

## Życiorys
Urodził się w Galesburg w stanie Illinois, jako syn Marguerite Clare „Clarke” Gillin. Dorastał w Pittsburg w Kansas, gdzie uczęszczał do Pittsburg High School i na Uniwersytet Kansas. Był członkiem drużyny koszykarskiej Kansas Jayhawks w 1947. Gillin otrzymał medal Purpurowe Serce podczas II wojny światowej.
17 czerwca 1947 poślubił Mary Constance Nettels, z którą miał czwórkę dzieci. W 1964 doszło do rozwodu. 12 lutego 1983 ożenił się z Janet R Mackey.
Zmarł w wieku 78 lat w San Diego w  Kalifornii.

## Filmografia

### Filmy
- 1973: Papierowy księżyc jako drugi zastępca
- 1979: Butch i Sundance – Lata młodości jako Cyrus Antoon
- 1979: Róża jako strażnik
- 1982: Spokojnie, to tylko awaria jako Texan
- 1983: Psychoza II jako szeryf John Hunt
- 1984: Purpurowe serca jako dr Weymuth
- 1986: Psychoza III jako szeryf John Hunt
- 1990: Powrót do przyszłości III jako major Hubert

### Seriale TV
- 1978: M*A*S*H jako generał Tomlin
- 1981: Diukowie Hazzardu jako pan Christal
- 1982: Największy amerykański bohater jako C.C. Smith
- 1983: Drużyna A jako szeryf
- 1983: Wichry wojny jako kapitan Jocko Larkin
- 1983: Klinika w Teksasie jako Alton Tollhouse
- 1984: Nieustraszony jako szef policji Rupert Craig
- 1985: Airwolf jako szeryf Frank Dudley
- 1985: Who’s the Boss? jako oficer
- 1985: Niesamowite historie jako konduktor
- 1985: Riptide jako Phil Resnick
- 1986: Dallas jako Wielki Roy Wheloch
- 1987: Santa Barbara jako pan Abernathy
- 1989: Matlock jako monter Bud Carlson
- 1990: Columbo jako ksiądz na pogrzebie
- 1990: Zagubiony w czasie jako sędzia zawodów
- 1998: Baza Pensacola jako barman